# 衡水老白干
衡水老白干酒是河北省衡水市的特产之一，至今已有1800多年的历史。
有“飞芳千家醉，开坛十里香”之誉。所谓“老”，是指历史悠久；“白”，是指酒质清澈；“干”，是指酒度高，达67度。其味“闻着清香，入口甜香，饮后余香”。1915年获巴拿馬萬國博覽會金奖，2004年被国家工商管理总局认定为“中国驰名商标”，2006年被国家商务部认定为首批“中华老字号”，2008年衡水老白干酒的酿造技艺被文化部认定为“国家级非物质文化遗产”。